# David Suazo
Óscar David Suazo Velázquez (San Pedro Sula, 5 de novembro de 1979) é um ex-futebolista e atual treinador hondurenho que atuava como atacante.

## Infância e Juventude
Óscar David Suazo Velásquez nasceu em 5 de novembro de 1979 na cidade de San Pedro Sula, Honduras. Enquanto criança, ele e seus irmãos vendiam os topogigios que sua mãe fazia. Seus pais são: Nicolás Suazo e Josefina de Suazo, que também pais de David, tem como filhos Nicolás Suazo, Ruben Suazo y Henry Suazo, todos jogadores de futebol profissional.

## Carreira

### O início
David Suazo foi formado nas categorias de base do Marathón. Depois seguiu sua carreira futebolística na Liga Bancária de San Pedro Sula. Desde ali foi elevado por recomendação de seu primo, o também futebolista Maynor Suazo à Seleção Sub-20 de Honduras. Profissionalmente, David Suazo estreou no dia 18 de abril de 1999 com o Olimpia anotando um gol, porém, naquela temporada, jamais foi titular. Suazo terminaria a temporada com esta equipe anotando 4 gols em dez partidas.
Durante a participação da Seleção Hondurenha de Futebol Sub-20 no mundial da Nigéria em 1999; Suazo foi observado por um experiente treinador uruguaio: Oscar Washington Tabárez. Este treinador, recomendou a contratação do futebolista hondurenho ao presidente do Cagliari, Massimo Cellino.

### Cagliari
Suazo se juntou a equipe do Cagliari da Série A Italiana para jogar na temporada (1999-2000). Em seu primeiro torneio, Suazo Velásquez anotou seu primer gol, no dia 8 de maio do ano de 2000 contra o Piacenza. Esse gol, marcaria o começo de uma brilhante carreira do catracho, no Futebol da Itália. No final da temporada 2000-2001, o Cagliari de David Suazo foi rebaixado à Série B onde permaneceria até a temporada 2004-2005. Em seus quatro anos na Série B, David jogou 112 partidas e totalizou 40 gols para o clube. No torneio no qual ascendeu com o Calgliari, "a Pantera", somou 19 gols, até esse campeonato era o mais destacados dos hondurenhos em ação no futebol.
Em sua reaparição na Série A, na temporada 2004-2005, Suazo anotou 7 gols em 22 partidas num esquema 4-3-3 no qual o mesmo funcionou como um reserva atrás de Gianfranco Zola, Mauro Esposito e Antonio Langella.
Em 2006 o "Rei David", como é conhecido na Itália, jogou sua mekhor temporada até hoje, porque marcou 23 gols dos 37 de sua equipe e rompeu o recorde do místico Gigi Riva. Foi assim que se converteu em capitão e líder do clube Sardo.
A temporada anterior o levou a ser especulado pela maioria dos clubes grandes do futebol europeu. Entre os que se interessaram: Ajax da Holanda, Juventus, Manchester United, AC Milan, AS Roma, Inter de Milão, e Sevilla da Espanha oferecendo de 15 a 20 milhões de euros.
Com tudo isso o presidente da equipe, Massimo Cellini, se negou a vendê-lo por considerar a Suazo uma peça fundamental e a estrella do Cagliari. Em 29 de janeiro de 2007, tendo em vista seu grande trabalho com o Cagliari, a imprensa especializada da Itália nomeou a David Suazo como o melhor jogador estrangeiro da Série A do ano 2006, honraria que compartilhou com a estrela brasileira Kaká.
Em fevereiro de 2007, o presidente do Cagliari Calcio; Massimo Cellini manifestou que já não poderia reter a Suazo e que este seria vendido ao clube de sua preferência. Então, no dia, 12 de abril de 2007 o treinador da Inter de Milão manifestou seu desejo de ter em seu plantel o atacante hondurenho para o torneio próximo. Roberto Mancini, treinador da equipe, considerou necessário a aquisição de Suazo porque "ele possui características particulares que provavelmente nossos outros atacantes não possuem. É um grande jogador, é muito veloz, equipado de um grande pique quando tem espaço", disse.
Em 18 de abril de 2007, o atacante hondurenho anotou seu gol número 100 no campeonato italiano contra o Livorno. Suazo converteu de pênalti no empate "transitório" contra o Cagliari, que no final da partida, terminou perdendo pelo marcador de 1-2. Por este jogo, David recebeu um reconhecimento de parte dos dirigentes do Cagliari.

### Internazionale
No ano de 2007, a Internazionale chegou a um acordo com Massimo Cellino, presidente do Cagliari. No contrato acordava-se 9 milhões de euros e dois jogadores pela "La Pantera", porém o Milan se antecipou, e encerrou a negociação antes que a Inter.
Esta atitude gerou uma grande controvérsia entre os dois clubes rivais de Milão. Massimo Moratti afirmou que Adriano Galliani estava fazendo isso como vingança, porque algo similar passou com a contratação de Zlatan Ibrahimovic. Suazo se viu obrigado a decidir entre os dois clubes da cidade lombarda. Se escolheu os rossoneros, sendo que na próxima temporada iria ter que cumprir uma "punição" de 2 meses sem jogar, pois este já havia fechado um acordo com a Neroazzurri.
Por toda esta situação, Cellini afirmou que fora o próprio Suazo quem tomaria a última decisão, e como o atacante já lhe havia dado sua palavra à Inter; este se decidiu pela equipe Neroazzurri. Suazo foi muito bem visto por todo o mundo futebolístico. Foi assim como Óscar David firmou contrato com a Inter por 4 temporadas.
O primeiro encontro de Suazo, vistindo a camisa da Inter, estreou no jogo do dia 19 de agosto de 2007 na derrota dos Neroazurri, contra a Roma por 0-1. Iso pelo torneio da Supercopa da Itália. Antes, Suazo Velásquez havia jogado contra a seleção olimpica da China, e o Manchester United, onde teve a oportunidade de converter seus primeros gols com a Inter.
Ao final da temporada, David Suazo convertieu um total de 8 gols, em 27 partidas (1246 minutos) jogadas. Na Champions League, o atacante participou de 6 encontros para um total de 237 minutos. Neste torneo europeu, o atacante catracho experimentou sua primeira expulsão por uma falta contra o mexicano Carlos Salcido. No entanto, Óscar Suazo também esteve em ação na Copa Itália.
A última partida de Suazo na temporada 2007-2008, foi no empate de 2-2 onde a Inter enfrentou o Siena no dia 11 de maio de 2008. Porém esteve como suplente, na vitória de sua equipe (2-0) sobre o Parma Football Club; encontro que significou a classificação aos 16avos de final, campeonato que viria a ser conquistado pela Inter.
Com a chegada do treinador português José Mourinho à Inter, vários meios de comunicação da Itália e do mundo davam por certa a saída do hondurenho. Falou-se de um intercâmbio (troca) com a Roma pelo brasileiro Mancini, uma transferência ao Oporto de Portugal, assim como um interesse por parte de Nápoles, Sevilla da Espanha, entre outros.

### Sport Lisboa e Benfica
Em 29 de agosto de 2008, David Suazo chegou a Lisboa na condição de empréstimo para jogar com o Sport Lisboa e Benfica. Suazo, estreou com esta equipa na UEFA Cup (atual UEFA Europa League) no jogo contra o Nápoli. Sua estreia teve um sabor doce, ao começar anotando um gol para sua equipe; porém, o Benfica acabou perdendo de 2-3 e Suazo sofreu uma grave lesão logo depois de uma entrada antidesportiva do italiano Mateo Contini.
Essa lesão manteve a David fora por várias semanas. Sua estreia na liga portuguesa, se deu em 26 de outubro na vitória do Benfica por 2-1 contra o Naval. Suazo participou de 66 minutos porém não marcou. Em 2 de novembro de 2008, Suazo entrou na hisóoria do Clube Benfica ao anotar o gol número 5000. Em 7 de dezembro; "La Pantera" continuou a marcar seus gols na liga portuguesa, ao anotar dois dos 6 gols com os quais sua equipe venceu o Marítimo.
Nos meados da temporada, surgiram novos rumores acerca do futuro de Suazo. O Daily Mail reportava o interesse de várias equipes inglesas pelo atacante. Porém, se deu a conhecer o interesse do Cagliari para que sua ex-estrela regressasse. Tudo isso era rumor.

### Genoa
Em 29 de dezembro de 2009, a Internazionale anunciou o empréstimo de Suazo ao Genoa, clube que também disputa a Serie A.

### Retorno à Internazionale
Ao final destes dois empréstimos, retornou à Internazionale, em julho de 2010.

### Seleção nacional
David Suazo havia participado em duas eliminatórias mundiais com a Seleção Hondurenha de Futebol: Coreia-Japão 2002 e Alemanha 2006, sem chegar a clasificar-se com sua equipe nacional às Copas do Mundo.
No ano de 2000, Suazo foi campeão olímpico da CONCACAF com a Seleção Hondurenha de Futebol dessa categoria. Foi assim que David Suazo teve a oportunidade de participar nos Jogos Olímpicos de Sydney, Austrália, em 2000, onde Honduras teve uma boa participação, eliminando ao anfitrião da competição. Nestes jogos olímpicos, o Rei David marcou na goleada contra a Nigeria de penalti.
No ano de 2001, David Suazo teve uma breve participação na Copa América de 2001 na Colômbia. Nessa competição, o jogador saiu lesionado precisamente na estreia de Honduras contra a Costa Rica. Anteriormente, Suazo havia participado a nível internacional, com o Honduras no mundial Juvenil sub-20 da Nigéria em 1999.
Em 4 de junho de 2008, Suazo Velásquez começou sua terceira eliminatórias mundiais na vitória de Honduras sobre Puerto Rico por 4-0. David anotou dois dos gols do encontro. Tres dias depois voltou a anotar um bonito gol na partida amistosa em que Honduras venceu o time de Haiti. Em 14 de junho, Suazo tornou-se presente no marcador no empate em 2-2 de sua equipe contra Porto Rico. Este resultado significou a passagem de Honduras à terceira ronda classificatória ao mundial de 2010.
Foi convocado pelo treinador colombiano Reinaldo Rueda para a Copa do Mundo de 2010, mas viu a Seleção Hondurenha fazer uma frustrante campanha, somando apenas um ponto em três jogos e sendo eliminada ainda na primeira fase.

## Títulos
Olimpia
- Liga Nacional de Honduras: 1998-99
- Supercopa Honduras: 1996-97
- Torneo de Copa Honduras: 1998

Cagliari
- Serie B: 2003-04

Internazionale
- Liga dos Campeões da UEFA: 2009–10
- Serie A: 2007-08

Benfica
- Taça da Liga: 2008-09